# ARA Rivadavia
ARA Rivadavia – okręt liniowy w służbie marynarki argentyńskiej w latach 1914-1952, podobny do siostrzanego pancernika „Moreno”.

## Zamówienie i budowa

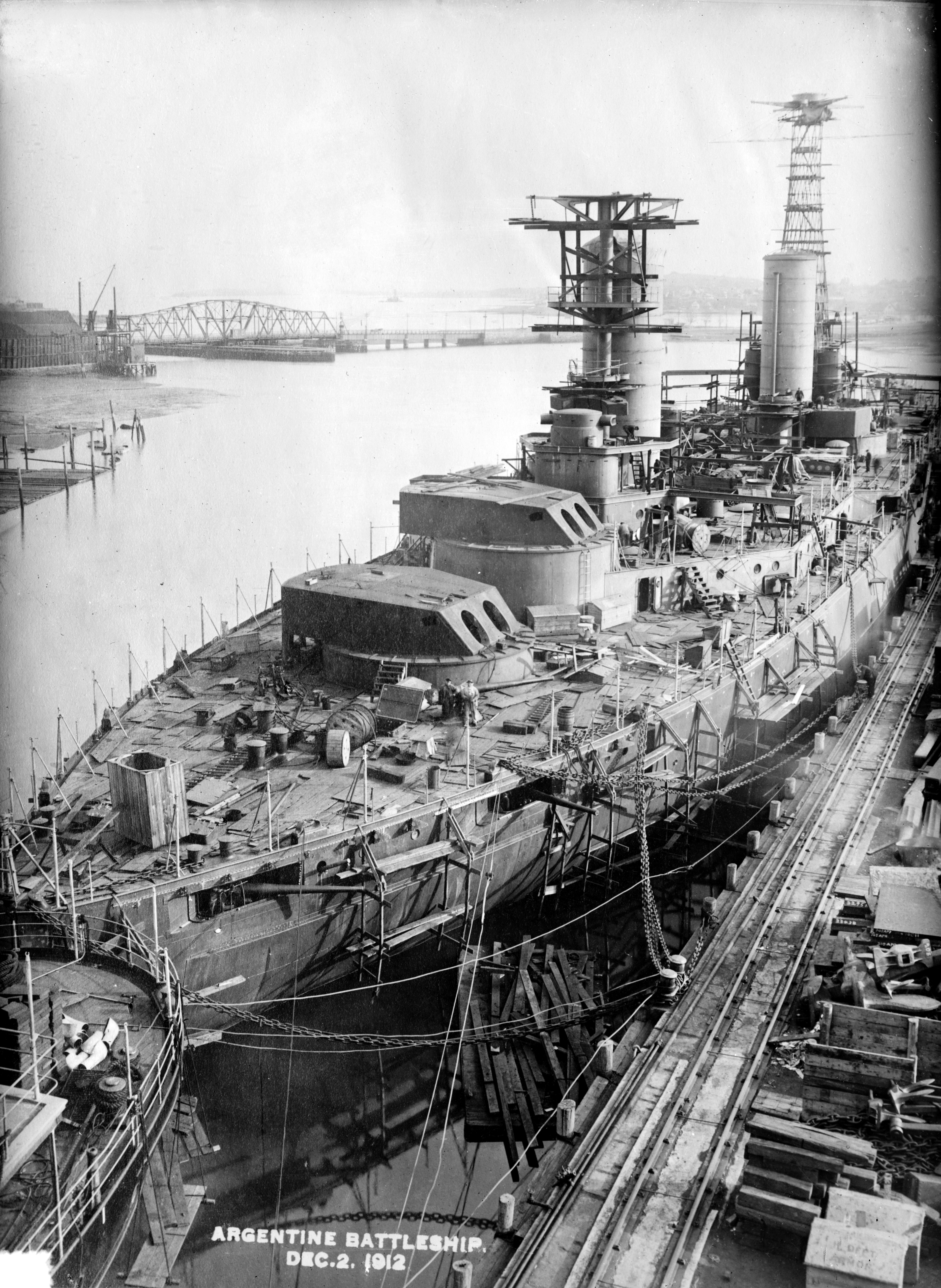
Rivadavia w trakcie budowy – zdjęcie z 2 grudnia 1912

Na początku XX wieku w związku z poprawą sytuacji gospodarczej nastąpiła eskalacja zbrojeń w najbogatszych państwach Ameryki Południowej. Dotyczyła ona także rozbudowy floty. Przodowały w tej materii trzy najważniejsza południowoamerykańskie państwa: Argentyna, Brazylia i Chile (tzw. ABC Ameryki Południowej).
Niemal równocześnie zamówienia na budowę okrętów liniowych złożyły Argentyna (pancerniki „Rivadavia” i „Moreno” – w stoczniach amerykańskich), Brazylia (pancernik „Rio de Janeiro” – w stoczniach brytyjskich) oraz Chile (dwa pancerniki stanowiące modyfikację typu Iron Duke – w stoczniach brytyjskich).
Zamówienie na pancernik „Rivadavia” złożono w amerykańskiej stoczni Fore River de Quincy, w stanie Massachusetts. Stępkę pod okręt położono w 1910 roku. Wodowanie kadłuba nastąpiło rok później. Prace wykończeniowe przeciągały się. W rezultacie przyjęcie okrętu do służby nastąpiło dopiero w 1914 roku.
Okręt wzorowany był na budowanych wówczas pancernikach amerykańskich. Posiadał zatem sylwetkę charakterystyczną dla pancerników amerykańskich z masztem przednim typu kratownicowego.
Uzbrojenie główne okrętu stanowiło 12 dział kalibru 12 cali (305 mm) rozmieszczonych w 6 wieżach dwulufowych, w tym dwóch (wieże A, B) w części dziobowej w osi okrętu (superpozycja), dwóch (wieże Y, Z) w części rufowej w osi okrętu oraz dwóch asymetrycznie po stronie każdej z burt. Ponadto okręt dysponował artylerią mniejszego kalibru, na którą składały się działa 152 mm i 102 mm. 
Opancerzenie okrętu było dość mocne i obejmowało 12 cali (305 mm) dla wież i barbet oraz 10–12 cali (254–305 mm) dla pasa głównego.

## Przebieg służby

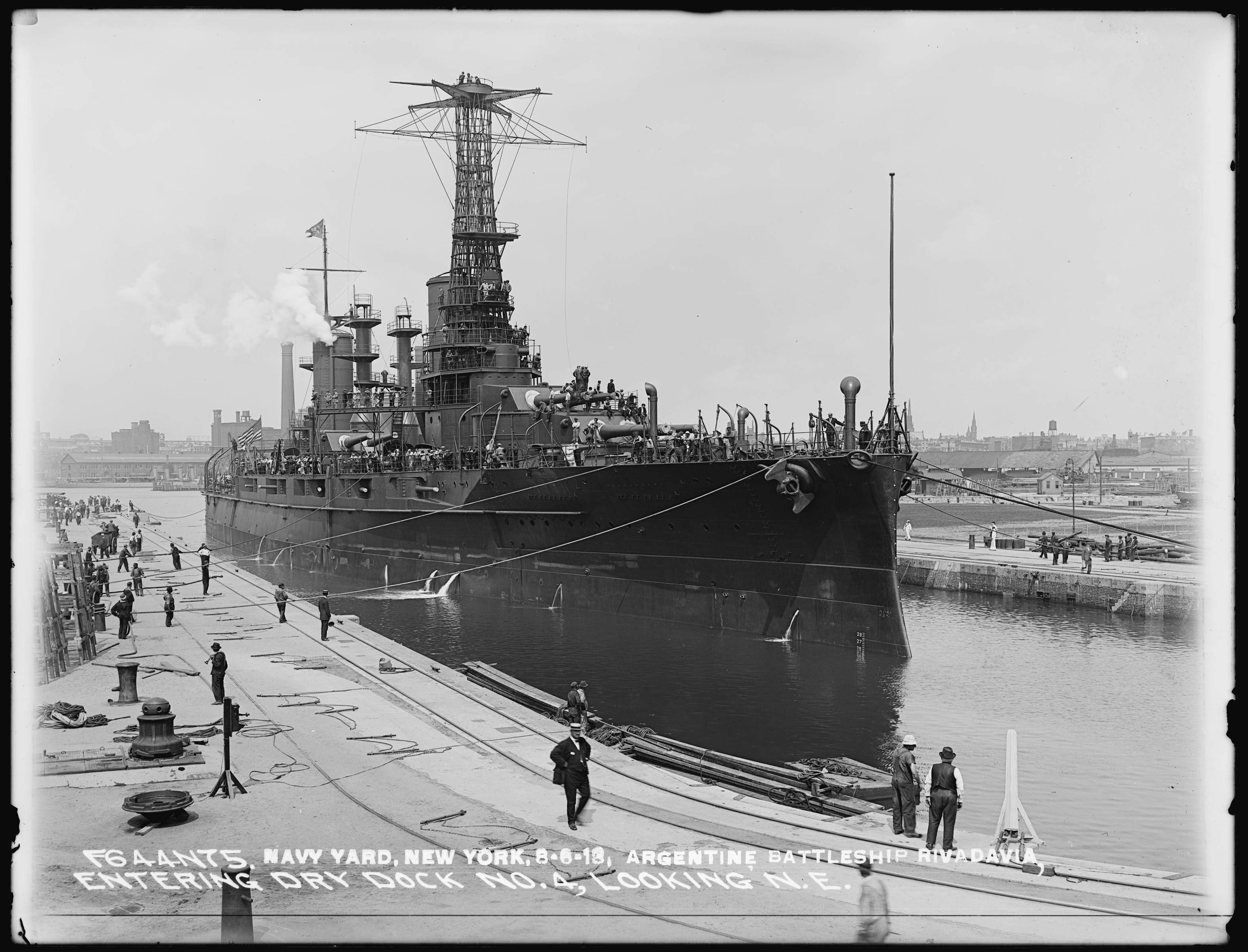
Rivadavia w 1913

Od przyjęcia do służby w 1914 roku pancernik pływał pod banderą marynarki argentyńskiej, głównie po wodach otaczających Amerykę Południową.
Wprowadzone do służby pancerniki „Rivadavia” w 1914 roku oraz bliźniaczy „Moreno” w 1915 roku stanowiły znaczną iberoamerykańską siłę bojową w obszarze południowego Atlantyku w okresie I wojny światowej. Walczące wówczas ze sobą mocarstwa europejskie nie posiadały już na tym obszarze zdecydowanej przewagi morskiej. Mocarstwa te, a przynajmniej ich admiralicje, musiały się więc z tą siłą liczyć i unikać ewentualnych zadrażnień.
Zarazem wprowadzenie do służby dwóch argentyńskich pancerników spowodowało niepokój dowództwa marynarki chilijskiej, które nie posiadało początkowo okrętów tej klasy. Sytuacja uspokoiła się, gdy Chile otrzymało w 1921 roku zamówiony jeszcze przed I wojną światową w Wielkiej Brytanii potężny pancernik „Almirante Latorre”. Uznano to wówczas za osiągnięcie stanu równowagi militarnej w zakresie morskich sił na wodach południowoamerykańskich.
W latach 1924 i 1925 „Rivadavię” poddano remontowi i pewnym modyfikacjom. Przystosowano wówczas kotły do opalania olejem napędowym. Zamontowano także działka artylerii przeciwlotniczej.
W praktyce w okresie międzywojennym okręt pełnił w zasadzie funkcje reprezentacyjne i w razie potrzeby stanowić mógł demonstrację siły. W swojej całej historii pancernik nigdy nie oddał strzału z artylerii głównej do okrętu przeciwnika.
W czasie II wojny światowej pancernik był już przestarzały i nie stanowił dużej siły bojowej. W związku ze zmierzchem ery pancerników okręt wycofano ze służby w 1952 roku i ostatecznie złomowano we Włoszech w 1957 roku.